# Педру Коронаш
Педру Коронаш (порт. Pedro Coronas, нар. 19 вересня 1990, Пенафіел) — португальський футболіст, нападник клубу «Марітіму».
Виступав, зокрема, за клуб «Пенафіел».

## Ігрова кар'єра
Народився 19 вересня 1990 року в місті Пенафіел. Вихованець футбольної школи місцевого однойменного клубу. Дорослу футбольну кар'єру розпочав 2009 року в основній команді того ж клубу, в якій провів чотири сезони, взявши участь у 81 матчі чемпіонату.
Згодом з 2013 по 2016 рік грав у складі команд клубів «Віторія» (Сетубал) та «Морейренсе».
До складу клубу «Марітіму» приєднався 2016 року. Відтоді встиг відіграти за клуб Фуншала 7 матчів в національному чемпіонаті.